# Virginie Francœur
Virginie Francœur est une auteure et professeure canadienne née à Montréal en 1987.

## Biographie
Virginie Francoeur est la fille du poète Lucien Francoeur et de l’écrivaine et poétesse Claudine Bertrand.
Elle détient un baccalauréat en gestion, une maîtrise en développement organisationnel des Hautes études commerciales (HEC) de Montréal et un Ph.D. en management de l’Université Laval. Sa thèse porte sur la responsabilité sociale et environnementale des organisations,. À la suite de l’obtention d’une bourse d’études, elle a vécu près d’un an en Espagne où elle a complété un stage doctoral à la Faculté de psychologie de l’Université de Valence.
Durant ses études, elle a défendu l’importance des arts, dans le milieu de la gestion, c’est ce qui l’a inspirée à mettre sur pied l’exposition Sciences & Arts présentée au pavillon Jean-Charles-Bonenfant en 2017,. Cette « collaboration entre trois différentes facultés de l’Université Laval invite à la réflexion sur la valeur de l’éducation et la pollinisation croisée entre recherche et création».
En 2020, après avoir enseigné à l’Université Laval et à l’Université de Montréal, elle devient professeure en changement organisationnel à Polytechnique de Montréal. En début de carrière, elle s'est distinguée en remportant cinq prix d'excellence en enseignement : Distinction Socrate (Université Laval, 2016-2020), Prix Méritas (Polytechnique, 2021-2022), Prix femmes de mérite (Y des femmes de Montréal - 2023). Un article du magazine de Polytechnique Montréal la qualifie d'« Iconoclaste-née » puisqu'elle « émet des idées qui bousculent joyeusement le monde du génie ».
Ses recherches scientifiques s'inscrivent dans l'un des huit pôles d'excellence Environnement, économie et société pour lequel Polytechnique Montréal l'a sollicitée afin d'être ambassadrice dans le cadre du 150e anniversaire dans la revue Québec Science. Face à la crise climatique, elle publie en 2022 Green Behaviors in the Workplace. Pour accélérer la transition écologique, elle mise sur l'art afin d'initier et d'imaginer l'exposition Zéro à la Biosphère de Montréal  (2023-2024). Cette exposition réunit 10 artistes et collectifs de disciplines variées qui ont transformé des données de recherche en œuvres d'art,.
Parallèlement à sa carrière universitaire, Virginie Francoeur est impliquée sur le plan littéraire et artistique. À la suite de voyages humanitaires, elle a écrit deux recueils de poésie: Encres de Chine en 2015,, et Inde mémoire en 2018. Elle a aussi collaboré à des revues et anthologies poétiques publiées au Québec et en France. En 2018, elle a publié un essai intitulé Leadership machiavélique en collaboration avec le professeur titulaire Pascal Paillé,. La même année, elle a publié son premier roman Jelly Bean aux Éditions Druide. Il connaît un succès médiatique,,,,,,,,,,, et est qualifié d’« acerbe et provocateur » dans une critique du quotidien Le Devoir. En lice pour le prix littéraire France-Québec (2019), elle a présenté son roman dans les Salons du livre de Bruxelles, Paris et Genève,,,, en plus d’être invitée par le Bureau du Québec à Barcelone et par l’Association internationale des études québécoises pour donner des conférences dans des universités et librairies à Valence, Barcelone et Madrid,. En 2019, elle a publié son cinquième livre Sciences et arts : transversalité des connaissances aux Presses de l’Université Laval et aux Éditions Hermann en France. La préface est signée par Isabelle Hudon, ambassadrice du Canada en France et la postface est de Bernard Voyer, grand explorateur,. Le Journal Les Affaires affirme que c’est « LE livre à déguster durant les Fêtes 2019 »,,, En 2024, elle publie « Paroles fauves » aux éditions Le Temps volé. Ce livre évoque un monde en déséquilibre, où l'humain et la nature sont en conflit. Une version légèrement différente de son poème (sous forme de diptyque techno-poétique composé de milliers de touches de claviers d'ordinateurs destinés aux rebuts) a été présentée à l'exposition Zéro à la Biosphère de Montréal.
Depuis quelques années, elle collabore à des spectacles poétiques : Le « E muet qui parle » aux Dix Heures de poésie de la Nuit blanche à Montréal (2017), « Mères et filles » aux Poètes de l’Amérique Française (2017) et « Les Francoeur » au Mois de la poésie (2017).
Elle a co-scénarisée et co-réalisée un film documentaire long métrage sur la vie de son père : Francoeur : on achève bien les rockers (2023), financé par la Société de développement des entreprises culturelles (SODEC),, et Radio-Canada.

## Roman
- Jelly Bean, Druide (coll. Écarts dirigée par Normand de Bellefeuille), 2018

## Essai
- Leadership machiavélique, Presses de l’Université Laval, 2018
- Sciences et arts : transversalité des connaissances, Presses de l’Université Laval, 2019.
- Les comportements écoresponsables en milieu de travail, Presses de l’Université Laval, 2024.

## Poésie
- Inde mémoire, Écrits des Forges, 2018
- Encres de Chine, Écrits des Forges. 2015
- « Rivière des 1001 nuits », dans L’eau entre nos doigts, anthologie poétique, Éditions Henry, 2018.
- « C’est la mort qui vient », dans Le monde, les réfugiés et la mer, anthologie poétique, Éditions Corps Puce, 2016
- « Libration lunaire », dans Ce que la Lune dit au jour, anthologie poétique sous la dir. de Lydia Padellec, Éditions de la Lune bleue, 2016.
- « Une langue en soi », dans Éloge et défense de la langue française, anthologie poétique sous la dir. de Pablo Poblète et Claudine Bertrand, Éditions Unicité, 2016.
- « Folle furieuse » dans EXIT (numéro 82), revue de poésie, Gaz Moutarde, 2015.

## Prix et distinctions
- Citoyen du monde- Fondation Famille-Choquette, bourses de mobilité internationale (2019)[2]

- Chaire de recherche du Canada sur l’internalisation du développement durable et de la responsabilisation des organisations, Bourse d’excellence et de recherche au doctorat (2019)[2]

- Nomination pour le prix France-Québec 2019[48]
- LOJIQ - Les Offices jeunesse internationaux du Québec, en collaboration avec la Délégation générale du Québec à Paris et Québec Édition, Bourse pour les jeunes auteurs (2019)[2]
- Conseil des arts du Canada, Bourse de rayonnement à l’international (2018)[2]
- Distinction Socrate, prix d’enseignement décerné par la Faculté des sciences de l’administration de l’Université Laval  (2016-2017; 2018-2019; 2019-2020)[2]
- Fonds Jean-Marie-Poitras, bourse qui reconnaît la créativité en gestion (2017)[2]
- Fonds de recherche du Québec - Société et Culture, bourse de doctorat en recherche (2017-2020)[2]
- Institut Mallet, bourse qui valorise la culture philanthropique dans les études doctorales (2017)[2]
- Fondation Marc Bourgie, bourse d'excellence et de soutien aux études doctorales (2016)[2]
- Avenir, Lauréate personnalité artistique du 2e et 3e cycle (2016)[49]